# 0547
0547 è il prefisso telefonico del distretto di Cesena, appartenente al compartimento di Bologna.
Il distretto comprende la parte centrale della provincia di Forlì-Cesena. Confina con i distretti di Ravenna (0544) a nord, di Rimini (0541) a sud-est e di Forlì (0543) a ovest.

## Aree locali e comuni
Il distretto di Cesena comprende 7 comuni compresi nelle 2 aree locali di Cesena (ex settori di Cesena e Mercato Saraceno) e Cesenatico. I comuni compresi nel distretto sono: Cesena, Cesenatico, Gambettola, Longiano, Mercato Saraceno, Montiano e Sarsina; inoltre comprende la frazione Gatteo a Mare del comune di Gatteo e parte del comune di Sant'Agata Feltria (RN) .